# Before I Wake (2016)
Before I Wake ist ein US-amerikanischer Fantasy-Horrorfilm aus dem Jahr 2016, bei dem Mike Flanagan die Regie führte und zusammen mit Jeff Howard das Drehbuch schrieb. In den Hauptrollen spielen Kate Bosworth, Thomas Jane, Jacob Tremblay, Annabeth Gish und Dash Mihok. Before I Wake wurde am 31. Juli 2016 auf dem Fantasia Festival uraufgeführt und Netflix veröffentlichte ihn am 5. Januar 2018 in den Vereinigten Staaten. Der Film spielte weltweit über 4,9 Millionen Dollar ein und erhielt gute Kritiken.

## Handlung
Ein bewaffneter Mann betritt nervös das Zimmer eines Kindes. Eine plötzliche Erschütterung veranlasst ihn, den Abzug zu betätigen. Die Schüsse wecken das Kind und der Mann bricht in Tränen aus. Später nehmen Jessie und Mark Hobson ein Pflegekind, den achtjährigen Cody Morgan, bei sich auf, nachdem ihr kleiner Sohn Sean bei einem Unfall ertrunken ist. Die Sozialarbeiterin Natalie Friedman informiert Mark und Jessie darüber, dass seine Mutter an Krebs starb, als Cody drei Jahre alt war, und dass zwei frühere Versuche, ihn bei Pflegeeltern unterzubringen, erfolglos waren.
In seiner ersten Nacht bei den Hobsons erzählt Cody Jessie vor dem Einschlafen von einer albtraumhaften Kreatur namens „Canker Man“. Jessie tut die Geschichte ab und erklärt Cody, dass Albträume niemandem schaden können. Später in der Nacht sind Jessie und Mark erstaunt, als bunte Schmetterlinge durch das Wohnzimmer flattern. Mark versucht, einen blauen Schmetterling zu fangen, um ihn Cody zu zeigen, da er eine Vorliebe für Schmetterlinge hat, aber als Cody aufwacht, sind die Schmetterlinge verschwunden. Am nächsten Tag freundet er sich in der Schule mit einem Mädchen namens Annie an und legt sich mit einem gemeinen Schüler an. Zu Hause fragt Cody Mark, wer das Kind auf einem Bild im Wohnzimmer sei, und Mark antwortet, dass es Sean sei. In der Nacht sehen die beiden ihr verstorbenes Kind und versuchen, es zu umarmen. Als Cody aufwacht, ist Sean verschwunden. Als Jessie feststellt, dass Cody die Gabe hat, seine Träume wahr werden zu lassen, nutzt sie diese aus. Nachdem sie Cody Heimvideos von Sean gezeigt hat, erscheint ihr toter Sohn und spielt Szenen aus den Videos nach. Tage später beschuldigt Mark seine Frau, Cody wegen seiner Gabe auszunutzen, anstatt ihn zu lieben, und nimmt die Bilder von Sean ab.
Cody schläft in der Schule ein, und der „Canker Man“ erscheint vor dem bösen Kind und verschlingt es, während Annie entsetzt zusieht und schreit, um es zu wecken. Währenddessen geht Jessie zum Arzt und beklagt sich, dass ihr Pflegekind nicht schlafen kann; der Arzt verschreibt ihr ein Medikament. Sie mischt es in Codys Getränk, ohne dass Mark es merkt. In dieser Nacht taucht Sean erneut vor ihnen auf, allerdings in Gestalt eines Monsters, und Mark kann Cody nicht aufwecken. Der Canker Man verschlingt Mark und schlägt Jessie bewusstlos. Sie wacht auf, als Cody den Notruf wählt. Da Marks plötzliches Verschwinden verdächtig ist und der Verdacht auf häusliche Gewalt besteht, bringt der Sozialdienst Cody in ein Waisenhaus.
Als Natalie Jessies Bitten um Hilfe ignoriert, stiehlt Jessie ihre Akten über Cody. Sie macht einen seiner ersten Pflegeeltern ausfindig, Whelan Young, den Mann aus der ersten Szene. Er erzählt Jessie, dass seine Frau, als sie krank wurde und Cody an seine Mutter erinnerte, auf die gleiche Weise getötet wurde wie Mark. Codys Träume brachten sie nur als hohles Abbild zurück. Whelan kam zu dem Schluss, dass die einzige Möglichkeit, Codys Albträume zu beenden, darin bestand, Cody selbst zu töten, und bat Jessie, es zu versuchen, aber sie lehnte ab. Sie setzt ihre Nachforschungen fort und findet eine Kiste mit den Habseligkeiten von Codys Mutter, die ein schmetterlingsförmiges Kissen und ein Tagebuch enthält.
Als Jessie spät in der Nacht im Waisenhaus ankommt, ist es dunkel und von Codys Albträumen heimgesucht, und die anderen Kinder sind mit Lianen an die Wände gebunden. Als sie Cody endlich findet, wird sie vom Canker Man angegriffen, bis sie ihm das Schmetterlingskissen zeigt. Als sie das Monster umarmt, nimmt es die Gestalt von Cody an und verschwindet zusammen mit den Lianen. Jessie nimmt den noch immer bewusstlosen Cody mit nach Hause.
Am nächsten Tag liest Jessie Cody das Tagebuch seiner Mutter vor, in dem sie beschreibt, wie sehr sie ihn und seine Gabe geliebt hat. Jessie kommt zu dem Schluss, dass der Canker Man in Wirklichkeit Codys verblassende Erinnerungen an seine Mutter ist, die durch den Krebs blass und entstellt ist. Cody hatte damals nicht so recht verstanden, was es mit der Krebserkrankung seiner Mutter auf sich hatte und diese für eine Art Monster gehalten, das seine Mutter verschlang. 
Jessie drückt ihre Bewunderung für Codys Gabe aus, dieser kann endlich mit seiner Vergangenheit abschließen und erkennt sie als seine neue Mutter an.

## Produktion
Am 7. September 2013 wurde bekannt gegeben, dass der Oculus-Regisseur Mike Flanagan bei dem Horrorfilm Somnia, den er zusammen mit Jeff Howard für Intrepid Pictures geschrieben hat, Regie führen wird. Die Produzenten werden Trevor Macy und William D. Johnson sein, während Sam Englebardt von Demarest Films den Film zusammen mit MICA Entertainment unter der Leitung von Dale Armin Johnson produziert und kofinanziert. Am 7. November 2013 wurde bekannt gegeben, dass Sierra/Affinity nun alle internationalen Rechte, die zuvor von FFI gehalten wurden, übernehmen würde.  Am 4. April 2014 erwarb Relativity Media die US-Vertriebsrechte an dem Film. Im März 2015 wurde der Titel in Before I Wake geändert, offenbar gegen den Willen von Flanagan.
Am 7. November 2013 stießen Kate Bosworth und Thomas Jane als Eltern des Kindes zur Hauptbesetzung des Films, und Jacob Tremblay sollte die Rolle des Cody spielen. Am 18. November 2013 stieß Annabeth Gish zur Besetzung des Films, um Natalie zu spielen, die Betreuerin des jungen Cody.
Die Dreharbeiten begannen am 11. November 2013 in Fairhope, Alabama. Die Dreharbeiten wurden am 16. Dezember 2013 abgeschlossen. Die Musik wurde von Danny Elfman und The Newton Brothers komponiert.

### Synchronisation
Die deutschsprachige Synchronisation entstand bei der RRP Media nach einem Dialogbuch von Andrea Greul und Ralf Pel und unter der Dialogregie von Ralf Pel.
| Rolle           | Schauspieler     | Synchronsprecher  |
| --------------- | ---------------- | ----------------- |
| Mark Hobson     | Thomas Jane      | Sven Gerhardt     |
| Jessie Hobson   | Kate Bosworth    | Dorette Hugo      |
| Cody Morgan     | Jacob Tremblay   | Carlos Fanselow   |
| Detective Brown | Lance E. Nichols | Roman Kretschmer  |
| Lehrerin        | Scottie Thompson | Isabelle Schmidt  |
| Natalie         | Annabeth Gish    | Katrin Zimmermann |
| Peter           | Jay Karnes       | Hanns Krumpholz   |
| Whelan Young    | Dash Mihok       | Robert Levin      |

## Veröffentlichung
Am 4. April 2014 erwarb Relativity Media die US-Vertriebsrechte an dem Film. Ursprünglich sollte der Film am 8. Mai 2015 in die Kinos kommen, wurde aber auf den 25. September 2015 verschoben und später aufgrund des Insolvenzantrags des Unternehmens aus dem Programm genommen. Der Film wurde auf den 8. April 2016 verschoben und dann auf den 9. September 2016 verschoben. Dann wurde er aus dem Programm genommen.

## Kritik
Der Filmdienst beschreibt den Film als eine „spannende, fantasievolle Mischung aus anspruchsvollem Drama“, in dem „Themen wie Trauer und Verlust verhandelt“ würden, und „märchenhaftem Horrorfilm, der mit Grusel und gelegentlichen Schocks packend“ unterhalte.